# Cephalodella glypha
Cephalodella glypha är en hjuldjursart som beskrevs av Wulfert 1950. Cephalodella glypha ingår i släktet Cephalodella och familjen Notommatidae. Inga underarter finns listade i Catalogue of Life.